# Proletarsk
Proletarsk (russisch Пролетарск) ist eine Stadt in der Oblast Rostow (Russland) mit 20.267 Einwohnern (Stand 14. Oktober 2010).

## Geografie
Die Stadt liegt im nördlichen Kaukasusvorland etwa 200 km südöstlich der Oblasthauptstadt Rostow am Don am rechten Ufer des Tscheprak unweit seiner Mündung in den Manytsch, der hier zur Proletarsker Talsperre aufgestaut ist.
Proletarsk ist Verwaltungszentrum des gleichnamigen Rajons.
Die Stadt liegt an der 1899 eröffneten Eisenbahnstrecke Wolgograd–Tichorezk. Die Station der Stadt heißt Proletarskaja.

## Geschichte
Der Ort entstand 1670 als Kosakensiedlung, später Staniza Kara-Tschaplak. 1806 wurde sie Verwaltungszentrum des Kalmückenkreises, 1844 des Salsker Kreises des Donkosakengebietes. Anfang der 1870er Jahre wurde die Staniza vom Großfürsten und späteren Generalfeldmarschall Nikolai Romanow besucht und wurde ihm zu Ehren 1875 Welikoknjascheskaja genannt (von russisch weliki knjas für Großfürst).
1925 erfolgte die Umbenennung in Proletarskaja (von Proletarier). 1970 wurde unter dem heutigen Namen das Stadtrecht verliehen.

### Bevölkerungsentwicklung
| Jahr | Einwohner |
| ---- | --------- |
| 1897 | 5.583     |
| 1939 | 11.321    |
| 1959 | 10.672    |
| 1970 | 16.278    |
| 1979 | 19.151    |
| 1989 | 19.422    |
| 2002 | 19.572    |
| 2010 | 20.267    |

Anmerkung: Volkszählungsdaten

## Kultur und Sehenswürdigkeiten
In der Staniza Budjonnowskaja im Rajon Proletarsk befindet sich ein Budjonny-Museum.

## Wirtschaft
In Proletarsk gibt es Betriebe der Lebensmittel- und Textilindustrie, der Baumaterialienwirtschaft sowie ein Öllager.

## Söhne und Töchter der Stadt
- Arbi Chakaev (* 1990), österreichischer Profiboxer russischer Herkunft